# Opticopteryx alpina
Opticopteryx alpina är en tvåvingeart som beskrevs av Townsend 1931. Opticopteryx alpina ingår i släktet Opticopteryx och familjen parasitflugor.
Artens utbredningsområde är Bolivia. Inga underarter finns listade i Catalogue of Life.